# Tumurbaatar Enkhtungalag
Aquest és un nom mongol. El nom és «Enkhtungalag», i «Tumurbaatar» és un patronímic, no un cognom.

Tumurbaatar Enkhtungalag és una actriu mongola. És coneguda pel seu paper com Nadine Shao a la pel·lícula de comèdia-drama romàntica Crazy Rich Asians (2018).

## Biografia
Tumurbaatar Enkhtungalag es va matricular com a estudiant de dramatúrgia a l'Acadèmia Central d'Art Dramàtic de Beijing el 2002. Es va graduar de l'acadèmia el 2007. Actualment resideix als Estats Units d'Amèrica. El 2018 va interpretar el personatge Nadine Shao en la pel·lícula de comèdia-drama romàntica americana Crazy Rich Asians, basat en la novel·la del mateix nom de Kevin Kwan.

## Filmografia
| Any  | Títol             | Paper       | Director   | Notes |
| ---- | ----------------- | ----------- | ---------- | ----- |
| 2018 | Crazy Rich Asians | Nadine Shao | Jon M. Chu |       |